# Cristina Dilla Fernández
Cristina Dilla Fernández   (segle XX) és una actriu catalana coneguda pels seus papers a les sèries de TV3 Temps de silenci i Ventdelplà i a la pel·lícula Tres metros sobre el cielo.

## Biografia
Llicenciada en Filologia Francesa i diplomada en interpretació a l'Institut del Teatre, en els seus inicis va participar en la companyia de teatre infantil Ricard Reguant, amb qui va col·laborar diverses vegades. El 1991, aleshores encara era una actriu novella, va tenir l'oportunitat de participar en l'espectacle Por el amor de Dios al Teatre Goya amb el còmic Pepe Rubianes. El 1993 va actuar a Prêt-à-porter, Néstor, una telecomèdia gravada als estudis de TVE a Sant Cugat del Vallès, el 1996 va actuar amb Albert Pla a l'obra teatral Caracuero de Pepe Miravete al Teatre Regina, i el 1998 a Surf de Jordi Galceran al Teatre Villarroel, obra dirigida per Pep Cruz. El 2002 va protagonitzar la sèrie catalana de TV3 Temps de silenci, i després va protagonitzar Gloria, un curtmetratge de Jesús Monllaó. El 2003 va protagonitzar l'obra de teatre Tempesta de neu amb Mariona Ribas, del director Manel Dueso, el 2006 va participar en Las otras, dirigit per Josep Costa, i el 2007 va tornar a col·laborar amb Rubianes en l'espectacle de temàtica africana Yambulé, com a actriu i ajudant de direcció.
El 1997 va ser pregonera de la Festa Major del Poblenou. El 2017 va dirigir la subhasta de la 30ena edició del Firart de amb motiu de la Festa Major de Vilafranca del Penedès.

## Filmografia

### Cinema
- The Wine of Summer (2013)
- Tres metros sobre el cielo (2010)
- Creuant el límit (2010)
- El embrujo de Shanghai (2002)

### Curts
- I Love U (2003)
- Gloria (2002)
- La escapada (2000)
- Els aucells de la piscina (1999)

### Televisió
- 39+1 (2014)
- Sin identidad (2014)
- La Riera (2012, 2013)
- Aída (2012)
- Ventdelplà (2005-2010)
- Hospital Central (2003, 2007)
- El comisario (2002)
- Temps de silenci (2001)
- Nissaga: l'herència (1999)
- Nissaga de poder (1996)
- Estació d'enllaç (1995)
- Prêt-à-porter (1994-1995)
- Quico (1992)
- Galeria de personatges (1991)
- Crònica negra (1988)